# Franziska Becker (Sängerin)

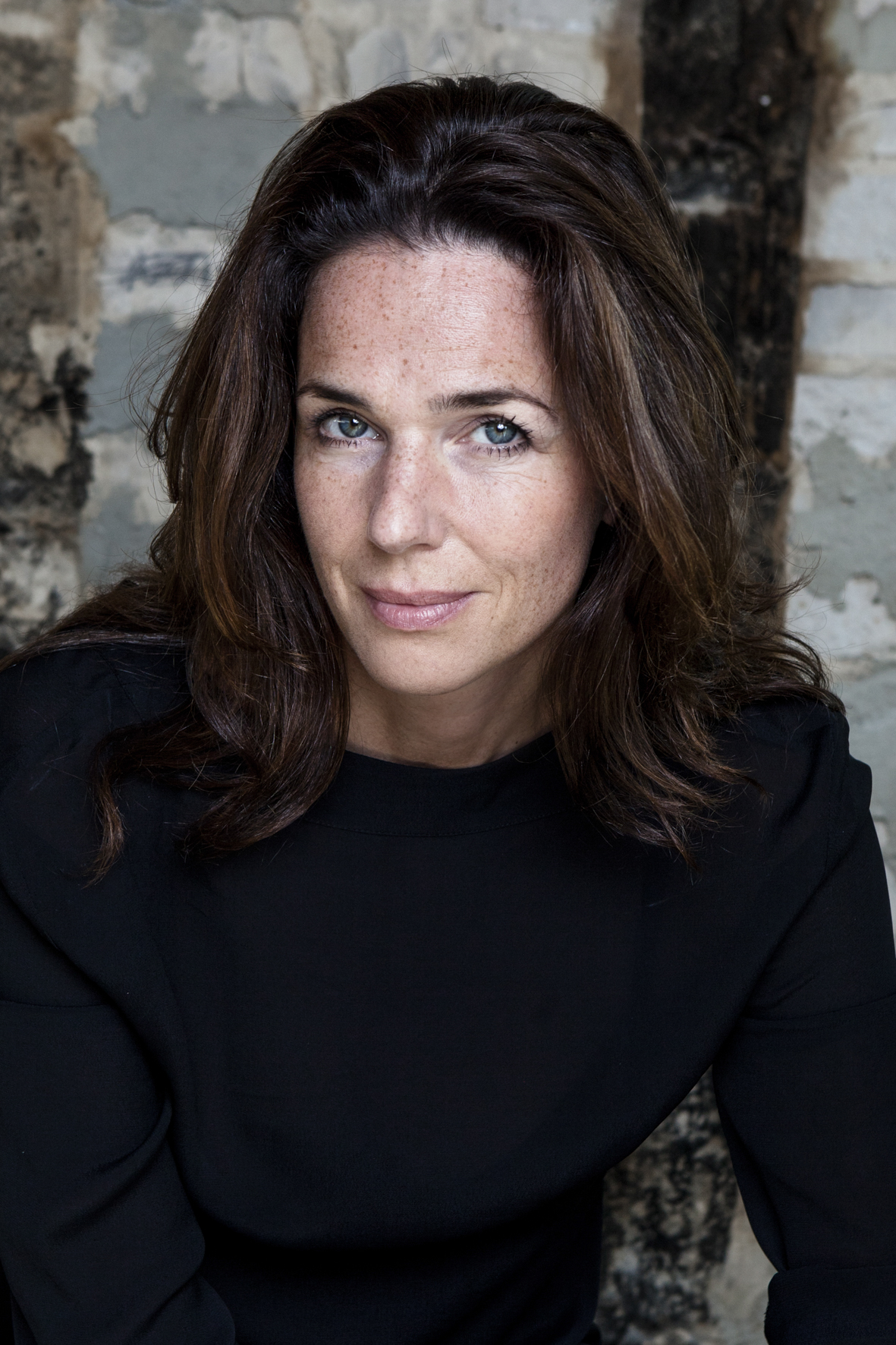
Franziska Becker (2015)

Franziska Becker (* 2. April 1972 in Rinteln) ist eine deutsche Schauspielerin, Sängerin und Sprecherin.

## Leben
Franziska Becker wuchs in Nordrhein-Westfalen, Bayern und Berlin auf: Ihre jüngste Kindheit verbrachte sie in Rheda-Wiedenbrück, Bielefeld und München. 1986 zog ihre Familie nach Berlin-Zehlendorf, wo sie bis zum Abitur am Schadow-Gymnasium zur Schule ging. Sie stand bereits in der Grundschule wie auch in den weiterführenden Schulen auf der Bühne. Nach dem Abitur zog sie nach Bochum, um an der Westfälischen Schauspielschule zu studieren. Im November 1994 gab sie ihr Debüt am Schauspielhaus Bochum. Es folgten Engagements im gesamten deutschsprachigen Raum.

## Karriere
Becker legte 1991 in Berlin das Abitur ab und studierte ab 1992 Schauspiel und Gesang an der Folkwang Universität der Künste Schauspielschule Bochum (vormals Westfälische Schauspielschule Bochum). In Stuttgart trat sie im Musical Mamma Mia! auf.
Engagiert war sie bisher an Theatern in Wuppertal, Berlin und Stuttgart sowie in der Schweiz und in Österreich.
Nach dem Studium an der Westfälischen Schauspielschule Bochum und ihrem Debüt am dortigen Schauspielhaus Bochum wurde Franziska Becker von Intendant Holk Freytag an die Wuppertaler Bühnen engagiert. Hier erarbeitete sie sich ein umfangreiches und eindrucksvolles Rollenrepertoire und war in unterschiedlichsten klassischen und modernen Schauspielrollen, sowie in diversen Gesangspartien zu erleben. 1999 studierte Becker am New Yorker Lee Strasberg Theatre Institute, unterstützt durch ein Stipendium des Kultusministeriums NRW und der Stiftung für Kunst und Kultur NRW.
Daraufhin folgten zahlreiche Engagements in Deutschland, Österreich und der Schweiz, u. a.: Theater des Westens, Berliner Schlosspark Theater, Neuköllner Oper, Theater am Kurfürstendamm, Deutsches Theater München und Prinzregententheater München, Palladiumtheater Stuttgart (Stage Entertainment), Oper Graz, Volksoper Wien, Theater in der Josefstadt, Salzburger Landestheater, Theater Regensburg, Altes Schauspielhaus Stuttgart, Theater Magdeburg, Staatsoperette Dresden, Musikalische Komödie Leipzig, Theater Neue Flora und Operettenhaus Hamburg (Stage Entertainment).
Sie arbeitete mit Regisseuren wie Hans-Günther Heyme, Frank-Patrick Steckel, Holk Freytag, Paolo Magelli, Werner Schneyder, Klaus Hemmerle, Ulf Dietrich, Ulrich Wiggers, Stefan Huber, Bernd Mottl, Paul Garrington, Stephanie Mohr, Werner Bauer, Katja Wolff, Franz Wittenbrink, Kim Duddy, Craig Simmons, Philip von Maldegehm, Martin G. Berger, Cusch Jung, Brian Bell, Christian Doll, Katharina Rupp, Thomas Goritzki, Sebastian Ritschel, Andreas Gergen und Peter Lund.
Zu ihren Schauspielrollen gehören u. a.: Valerie/Geschichten aus dem Wiener Wald, Genia Hofreiter/Das weite Land, Die Spelunkenjenny/Dreigroschenoper, Lady Milford/Kabale und Liebe, Arsinoé/Der Menschenfeind, Gräfin Geschwitz/Lulu, Charlotta Iwanowna/Kirschgarten, Maria/Was Ihr wollt, Helena/Ein Sommernachtstraum, Lucy/Dreigroschenoper, Sittah/Natan der Weise, Berta v. Bruneck/Wilhelm Tell, Varja/Kirschgarten, König Elisabeth I./Maria Stuart, Claire Zachanassian / Der Besuch der alten Dame.
Becker gehörte zur Stuttgarter Premierenbesetzung von Mamma Mia (Tanja), begeisterte in der Hauptrolle der Lisa Wartberg im Erfolgsmusical Ich war noch niemals in New York im Hamburger Operettenhaus und verkörperte die Rolle des Fräulein Rottenmeier in der Welturaufführung Heidi-das Musical, Teil 2 im schweizerischen Walenstadt. In deutschsprachigen Erstaufführungen kreierte sie unterschiedliche Rollen, unter anderem: Helen Sinclair in Woody Allen’s Bullets over Broadway oder die Partie der Frau I in Stephen Sondheim’s Putting it Togehter. Weitere Musical- und Operetten-Partien waren Lilli Vanessi/Kiss me Kate, Hexe/Into the Woods, Phyllis/Follies, Josepha Vogelhuber/Im weißen Rössl, Yola Sanchez/Clivia, Milady de Winter/Die drei Musketiere, Fee aus dem See/Spamalot, Alice Beineke/The Addams Family, Elsa Schrader/The Sound of Music, Miss Hannigan/Annie, Anita/West Side Story, Schwester Robert Anna/Non(n)sens, Adelaide/Guys and Dolls, sowie ihre Rollen in Frank Wittenbrinks Liederabend Sekretärinnen und Erik Gedeons Songdrama Ewig Jung.
Im Sommer 2016 wurde Becker bei den Gandersheimer Domfestspielen für ihre herausragende schauspielerische und sängerische Leistung mit dem „Roswitha Ring“ ausgezeichnet. Im Herbst 2018 erhielt sie den Deutschen Musical Theater Preis der Deutschen Musical Akademie.

## Theaterrollen (Auswahl)
- 1994: Flicke in Clownerien, Regie: Klaus Boltze, Schauspielhaus Bochum
- 1994: Placida in Das Kaffeehaus, Regie: Marc Wernli, Schauspielhaus Bochum
- 1995: Pippa in Pippa tanzt, Regie: Tom Mega, Wuppertaler Bühnen
- 1996: Berta v. Bruneck in Wilhelm Tell, Regie: Holk Freytag, Wuppertaler Bühnen
- 1997: Brooke Daniels in Popcorn, Regie: Andreas Ingenhaag, Wuppertaler Bühnen[5]
- 1998: Maria in Was ihr wollt, Regie: Tom Gimbel, Wuppertaler Bühnen[6]
- 1998: Varja in Der Kirschgarten, Regie: Paolo Magelli, Wuppertaler Bühnen[7]
- 1999: Arsinoé in Der Menschenfeind, Regie: Frank-Patrick Steckel, Wuppertaler Bühnen[8]
- 1999: Helena in Ein Sommernachtstraum, Regie: Holk Freytag, Wuppertaler Bühnen[9]
- 2005: Lady Milford in Kabale und Liebe, Regie: Klaus Hemmerle, Schauspielbühnen Stuttgart[10]
- 2012: Genie Hofreiter in Das weite Land, Regie: Werner Schneyder, Salzburger Landestheater[11]
- 2014: Karrierefrau in Höchste Zeit (UA), Regie: Katja Wolff, Theater am Kurfürstendamm Berlin[12]
- 2014: Spelunken-Jenny in "Die Dreigroschenoper, Regie: Stephanie Mohr, Salzburger Landestheater[13]
- 2016: Charlotta Iwanowna in Der Kirschgarten, Regie: Christian Doll, Gandersheimer Domfestspiele[14]
- 2017: Gräfin Geschwitz in Lulu, Regie: Philip von Maldegehm, Salzburger Landestheater[15]
- 2019: Frau Becker (Weiß) in Ewig Jung, Regie: Thomas Goritzki, Freilichtspiele Schwäbisch Hall[16]
- 2020: Helena in Eine Sommernacht, Regie: Christian Doll, Freilichtspiele Schwäbisch Hall[17]
- 2020: Karrierefrau in Himmlische Zeiten (UA), Regie: Katja Wolff, Schauspielbühnen Stuttgart[18]
- 2022: Valerie in Geschichten aus dem Wiener Wald, Regie: Christian Doll, Freilichtspiele Schwäbisch Hall[19]
- 2023: Königin Elisabeth I. in Maria Stuart, Regie: Christian Doll, Freilichtspiele Schwäbisch Hall[20]
- 2024: Claire Zachanassian in Der Besuch der alten Dame, Regie: Christian Doll, Freilichtspiele Schwäbisch Hall[21]

## Musiktheater – Musical/Operette (Auswahl)
- 2000: Garbo in Falco meets Amadeus, Regie: Elmar Ottenthal, Theater des Westens Berlin[22]
- 2003: Anita in The West Side Story, Regie: Holger Hauer, Stadttheater Osnabrück[23]
- 2003: Schwester Robert Anna in Non(n)sens, Regie: Anderas Gergen und Christian Struppeck, Tribüne Berlin[24]
- 2004: Tanja in Mamma Mia, Regie: P. Lloyd, Paul Garrington, Palladium Theater Stuttgart (Stage Entertainment)
- 2006: Heidlinde Waghausen in Held Müller (UA), Regie: Bernd Mottl, Neuköllner Oper Berlin
- 2009: Lisa Wartberg in Ich war noch niemals in New York, Regie: Christian Struppeck und Glen Casale, Stage Operettenhaus Hamburg (Stage Entertainment)[25]
- 2011: Elsa Schrader in The Sound of Music, Regie: Andreas Gergen und Christian Struppeck[26]
- 2011: Lilli Vanessi/Kate in Kiss me Kate, Regie: Andreas Gergen und Christian Struppeck[27]
- 2012: Lilli Vanessi/Kate in Kiss me Kate, Regie: Bernd Mottl, Volksoper Wien[28]
- 2014: Josepha Vogelhuber in Im weißen Rössl, Regie: Andreas Gergen, Salzburger Landestheater[29]
- 2015: Miss Hannigan in Annie, Regie: Kim Duddy, Salzburger Landestheater[30]
- 2016: Alice Beineke in The Addams Family, Regie: Andreas Gergen, Musik Theater Saar[31]
- 2016: Milady de Winter in Die drei Musketiere, Regie: Craig Simmons, Gandersheimer Domfestspiele[32]
- 2017: Die Fee aus dem See/Lady of the lake in Spamalot, Regie: Andreas Gergen, Salzburger Landestheater / Musik Theater Saar[33]
- 2017: Erwachsene Frauen in Spring Awakening – Frühlingserwachen, Regie: Craig Simmons, Theater für Niedersachsen TfN[34]
- 2018: Hexe in Into the Woods, Regie: Craig Simmons, Theater für Niedersachsen TfN[35]
- 2018: Malu Reich in Erwin Kannes – Trost der Frauen, Regie: Werner Bauer, Theater für Niedersachsen TfN[36]
- 2019: Phyllis in Follies, Regie: Martin G. Berger, Staatsoperette Dresden[37]
- 2020: Miss Adelaide in Guys and Dolls, Regie: Götz Hellriegel, Oper Magdeburg[38]
- 2021: Helen Sinclair in Bullets over Broadway (DSE), Regie: Cusch Jung, Oper Leipzig / Musikalische Komödie[39]
- 2022: Frau 1 in Putting it together (DSE), Regie: Sebastian Ritschel, Theater Regensburg[40]
- 2023: Elsa Schrader in The Sound of Music, Regie: Andreas Gergen, Stadttheater Klagenfurt[41]
- 2024: Jola in Clivia, Regie: Peter Lund, Staatsoperette Dresden[42]

## Auszeichnungen
- 2016: Roswitha-Ring
- 2018: Deutscher Musical Theater Preis Deutscher Musical Theater Preis
- 2018: Broadway World German Awards[43] – Best Actress